# Kulturåret 1843

## Händelser
- 2 januari – Richard Wagners opera Den flygande holländaren har urpremiär i Dresden[1].
- 30 september – Gaetano Donizettis opera Don Pasquale har urpremiär i Paris[2].

## Nya verk
- Blomsterspråket, historiskt, mythologiskt och poetiskt tecknadt av Wilhelmina Stålberg
- Förhoppingar av Sophie von Knorring
- Crapula Mundi av Lars Levi Læstadius.
- En julsaga (A Christmas Carol) av Charles Dickens.
- Les Burgraves av Victor Hugo
- Lyriska toner av Wilhelmina Stålberg
- Positiv-hataren av August Blanche

## Födda
- 6 februari – Frederick William Henry Myers (död 1901), engelsk poet.
- 13 februari – Georg von Rosen (död 1923), svensk konstnär och professor.
- 3 mars – Carl Martin Rosenberg (död 1915), svensk bokhandlare och skriftställare.
- 6 mars – Johan Adriaan Heuff (död 1910), holländsk författare.
- 23 mars – Kobayashi Eitaku (död 1890), japansk målare.
- 15 april – Henry James (död 1916), amerikansk författare.
- 16 april – Carl Fredrik Peterson (död 1901), svensk-amerikansk publicist och författare.
- 10 maj – Benito Pérez Galdós (död 1920), spansk författare.
- 21 maj – Édouard-Henri Avril (död 1928), fransk målare och illustratör.
- 23 maj – Karl Konrad Simonsson (död 1911), svensk målare och tecknare.
- 15 juni – Edvard Grieg (död 1907), norsk tonsättare.
- 2 juli – Jon Olof Åberg (död 1898), svensk författare.
- 7 juli – Hugo Salmson (död 1894), svensk målare.
- 10 juli – Selma Giöbel (död 1925), svensk textilkonstnär.
- 17 augusti – Kerstin Cardon (död 1924), svensk konstnär.
- 20 augusti – Kristina Nilsson (död 1921), svensk operasångare.
- 29 augusti – Alfred Agache (död 1915), fransk konstnär.
- 27 september – Selma Billström, svensk författare.
- 2 oktober – Werner Schuch (död 1918), tysk målare och arkitekt.
- 8 oktober – Kitty Kielland (död 1914), norsk målare.
- 28 oktober – Anna Nordlander (död 1879), svensk konstnär.
- 12 november – Lorenz Gedon (död 1883), tysk arkitekt och bildhuggare.
- 20 november – Mathilda Hodell (död 1872), svensk skådespelare.
- 7 december – Helena Nyblom (död 1926), dansk-svensk författare.
- 16 december – Hélène Tham (död 1925), svensk tonsättare och pianolärare.
- 20 december – Hildur Carlberg (död 1920), svensk skådespelare.
- 29 december – Elisabet av Wied (död 1916), rumänsk drottning och författare under pseudonymen Carmen Sylva.

## Avlidna
- 14 april – Joseph Lanner (född 1801), österrikisk musiker och tonsättare.
- 7 juni – Friedrich Hölderlin (född 1770), tysk författare och översättare.
- 8 juli – Lars Hjortsberg (född 1772), svensk skådespelare.